# Международная федерация за права человека
Международная федерация за права человека, известная также как FIDH (фр Fédération internationale des ligues des Droits de l’Homme) — международная правозащитная организация. Лозунги — «Все права человека — всем», «Знать, чтобы действовать». Основана в 1922 году, на 2016 год в неё входят 184 правозащитные организации более чем в 100 странах.

## История
1922: По инициативе немецкой и французской лиг, два десятка организаций национального уровня создают Международную федерацию за права человека (FIDH), первую международную организацию по защите прав человека. Её девиз: «Мир для прав человека».
1927: FIDH выступает за принятие Всеобщей декларации прав человека, и позже, предлагает создать Международный уголовный суд.
1936: FIDH дополняет Всеобщую декларацию прав человека статьями о правах матери и ребёнка и пожилых людей, о правах на труд и социальную защищенность, а также о правах на отдых и образование.
40-е годы: FIDH вступает в борьбу против нацизма. Глава FIDH Виктор Баш (фр. Victor Basch) убит немецкой полицией в Лионе.
50-е годы: Разогнана, либо объявлена нелегальной во время Второй мировой войны, FIDH воссоединяется в послевоенный период и продолжает развивать свою деятельность в сфере защиты прав человека. Проводятся первые исследовательские миссии и миссии правового наблюдения за судебными процессами. Собранные сотрудниками FIDH свидетельства жертв нарушений прав человека придают дополнительный вес позиции FIDH. Рене Кассен и Жозеф Поль-Бонкур, два самых выдающихся руководителя FIDH, принимают участие в написании текста Всеобщей декларации прав человека.
80-е годы: Направление деятельности FIDH развивается, в частности при Организации Объединенных Наций. Мобилизация международного сообщества дополняет обширную исследовательскую деятельность FIDH.
90-е годы: Падение Берлинской стены и окончание Холодной войны приводят к росту национальных неправительственных правозащитных организаций по всему миру. FIDH содействует этому развитию программами юридического сотрудничества во время переходного политического периода в странах Восточной Европы, Экваториальной Африки, Северной Африки и Ближнего Востока, Латинской Америки и других.
В это же время количество организаций-участников в составе FIDH увеличивается с шестидесяти шести до более чем ста организаций. FIDH становится одной из самый значимых организаций международного гражданского общества и признается влиятельным органом в борьбе за права человека в мире.
В 1990 году членские организации FIDH встречаются в Праге с своими партнерами из стран Восточной Европы, впервые после изменения вектора развития с социалистического на демократический в этих странах.
В 1997 г. в Дакаре, FIDH впервые проводит свой международный конгресс в стране глобального Юга. На конгрессе членские организации выступают за срочные меры для противодействия грубейшим нарушениям прав человека, возникающим в результате экономической глобализации.
2000-е годы: В 2001 г. FIDH проводит свой очередной конгресс в Марокко. Главной темой обсуждения является обязательная ответственность за нарушения прав человека, будь нарушители странами, частными компаниями, организациями или индивидуальными лицами.
В 2002 г. Международный уголовный суд, за создание которого FIDH боролась многие годы, начинает свою работу.
В 2003 г. Ширин Эбади, юрист из Ирана и давний партнер FIDH, получает Нобелевскую премию за её значительный вклад в борьбу против нарушений прав человека.
В 2006 г. FIDH выступает против исполнения смертельного приговора в отношении бывшего иракского диктатора Саддама Хусейна. Организация также осуждает тот факт, что историческая возможность судить Саддама Хусейна за его преступления в рамках международных норм была превращена в пародию правосудия.
В 2007 г. в рамках борьбы с безнаказанностью в высших эшелонах власти, бывший министр обороны США Дональд Рамсфелд становится объектом обвинений в пытках и плохом обращении в отношении заключенных на территории Гуантанамо и Абу-Грейб. В этом же году президентом FIDH становится Сухэйр Бельхассен, журналистка и правозащитница из Туниса, a также первая женщина, к тому же из арабо-мусульманского сообщества, избранная на этот пост при FIDH.
4 марта 2009 г. Международный уголовный суд выдает ордер на арест президента Судана Омара аль-Башира. Это решение обозначает важный этап в развитии международного правосудия. Впервые со времени своего создания в 2002 г., МУС выдает ордер на арест действующего главы государства. Вкладом FIDH в развитие этого дела становятся исследовательские миссии и призывы к поддержке деятельности МУС Советом Безопасности ООН. FIDH содействует, таким образом, началу следствия и выдачи ордеров на арест самых высокопоставленных лиц Судана, в том числе и президента аль-Башира.

## Принципы работы
FIDH работает над защитой жертв нарушений прав человека, предотвращением этих нарушений и юридическим преследованием нарушителей; FIDH работает над конкретной защитой всех прав, заявленных во Всеобщей декларации прав человека — гражданских и политических прав, а также прав экономических, социальных и культурных. FIDH, как и все организации, входящие в неё, не принадлежит ни к какой партии или религии, и независима от всех правительств.
Основные направления деятельности FIDH:

### Установление фактов
Международные исследовательские миссии и миссии правового наблюдения на судах Постоянно проводя миссии наблюдения за судебными процессами, международные исследовательские миссии и другие подобные акции, на протяжении последних пятидесяти с лишним лет FIDH разработала четкие и беспристрастные процедуры для установления фактов и определения лиц, ответственных за нарушения прав человека. За последние 25 лет FIDH провела более 1500 миссий в более ста странах. Эта деятельность служит также для укрепления кампаний FIDH по оповещению общественности и защите гражданских прав.

### Поддержка гражданского общества: тренинги и обмен опытом
В тесном сотрудничестве с членскими и партнерскими организациями, FIDH организует многочисленные тренинги, семинары, круглые столы, целью которых является усиление возможностей влияния и эффективности правозащитников на местном уровне.

### Мобилизация международного сообщества
FIDH имеет представительства при ООН, Европейском Союзе, Лиге арабских государств, Африканском союзе, Ассоциации государств Юго-Восточной Азии (ASEAN), а также в Международном уголовном суде (ICC) с целью оказания поддержки организациям-членам в отстаивании их позиций в межправительственных организациях. FIDH оповещает международные органы о нарушениях прав человека и направляет конкретные случаи на их рассмотрение. FIDH принимает участие в разработке международных правовых инструментов, разрабатывает стратегии как по определенной тематике (например, универсальная юрисдикция или смертная казнь), так и стратегии для конкретных стран (как, например, Бирма или Иран).

### Информирование и отчетность: мобилизация общественного мнения
FIDH информирует и мобилизует общественное мнение посредством подготовки пресс-релизов, проведения пресс-конференций, через открытые письма к властям стран, доклады по результатам миссий, петиции, а также посредством кампаний и интернет-оповещения… FIDH задействует все доступные информационные каналы для того, чтобы повысить осведомленность о нарушениях прав человека во всех концах земного шара.

## Приоритеты
- Защита правозащитников
- Защита прав женщин
- Защита прав мигрантов
- Правосудие жертвам
- Глобализация и права человека
- Укрепление международных и региональных механизмов защиты
- Борьба за соблюдение прав человека и законности во время конфликтов, чрезвычайного положения и переходных периодов[5]

## Формы повседневной работы
- Фиксировать факты: исследовательские миссии и миссии юридического наблюдения

За последние 25 лет МФПЧ организовала порядка 1500 миссий в более чем ста странах. Миссии всегда сопровождаются кампаниями привлечения внимания общественности и национального, регионального и международного лоббирования.
- Поддерживать гражданское общество: программы квалификации и обмена
- Мобилизовать мировое сообщество: постоянное лоббирование межгосударственных инстанций
- Информировать и свидетельствовать: мобилизация общественного мнения[5]

## Признание
FIDH обладает консультативным статусом при ЭКОСОС ООН, статусом участия при Совете Европы и имеет право подавать жалобы в Европейский комитет по социальным правам.
FIDH является международной неправительственной правозащитной организацией, имеющей федералистскую структуру и осуществляющей свою деятельность при активном участии и от имени своих организаций-участников и партнерских организаций.